# Fletcher-Klasse
Die Fletcher-Klasse war eine Klasse von Zerstörern der United States Navy. Die Schiffe wurden ab 1941 gebaut und dienten ab 1942 in der Navy. Bis 1944 wurden 175 Schiffe in elf verschiedenen Werften gebaut. Damit ist die Fletcher-Klasse eine der zahlenmäßig stärksten Klassen von Überwasserkriegsschiffen der Welt. Die Schiffe nahmen an allen großen Operationen der US Navy während des Pazifikkriegs teil. Die Dienstzeit in der US-Marine dauerte mit Unterbrechungen bis 1971, etliche Zerstörer wurden an andere Nationen, darunter auch Deutschland, abgegeben und blieben noch lange im aktiven Dienst. Das letzte Schiff der Klasse, die Cuitlahuac (ehemals John Rodgers), wurde 2002, nach insgesamt 60 Jahren Dienstzeit, bei der mexikanischen Marine ausgemustert.

## Geschichte

### Planungen
Nach dem Eintritt Großbritanniens in den Zweiten Weltkrieg 1939 ging die US-amerikanische Regierung unter Franklin D. Roosevelt davon aus, dass die Vereinigten Staaten ebenfalls in den Krieg hineingezogen würden und dass Japan der Hauptgegner sein würde. Roosevelt sah in der Aufrüstung ein Mittel zur Bekämpfung der Arbeitslosigkeit; der drohende Kriegseintritt machte jedoch deutlich, dass die Flotte tatsächlich verstärkt werden musste. Die Zerstörer der US-Marine waren zum größten Teil veraltete Modelle aus der Zeit des Ersten Weltkriegs; die Produktion der neuen Zerstörer der Gleaves- und der Benson-Klasse lief nur langsam an, die Zerstörerklassen aus der Zwischenkriegszeit waren zum größten Teil noch nach Entwürfen aus dem Ersten Weltkrieg gebaut worden oder unterlagen den Begrenzungen der Washingtoner Flottenabkommen.
Die Planungen für neue Schlachtschiffe und Flugzeugträger mit einer Geschwindigkeit von über 30 Knoten machten schnelle Zerstörer mit einer Höchstgeschwindigkeit zwischen 35 und 38 Knoten erforderlich, die eine entsprechend starke Antriebsanlage benötigten. Das für die Planungen zuständige General Ship Board erhielt sechs verschiedene Entwürfe für die neue Schiffsklasse, die sich an den Vorgaben (1.600 Tonnen Verdrängung, vier bis fünf 5-Zoll-Geschütze, 6.500 Seemeilen Reichweite bei 12 Knoten) und den Vorgängerbauten der Gleaves-, Benson- und Sims-Klassen orientierten. Um die Jahreswende 1939/1940 wurden drei neue Entwürfe vorgelegt, die sich gegenüber den vorherigen Entwürfen durch die Rückkehr zum Flushdecker-Konzept auszeichneten und eine gestiegene Wasserverdrängung für die geforderte Panzerung der Brücken-, Führungs- und Maschinenräume nutzten. Ebenfalls konnte so gegenüber den Vorentwürfen die Flugabwehrbewaffnung von vier 12,7-mm-Maschinengewehren mit einer 28-mm-Vierlingsflak verstärkt werden und die Antriebskraft auf 60.000 WPS für 38 Knoten Konstruktionsgeschwindigkeit gesteigert werden. Am 27. Januar 1940 fällte das Board seine Entscheidung für den Entwurf des renommierten Konstruktionsbüros Gibbs & Cox mit fünf Einzeltürmen und vergab die Bauaufträge für die ersten 130 Schiffe der Fletcher-Klasse. Davon wurden elf Schiffe, darunter zwei Prototypen für alternative Antriebe, später wieder gestrichen. 1941 wurden 16, 1942 40 weitere Zerstörer bewilligt.

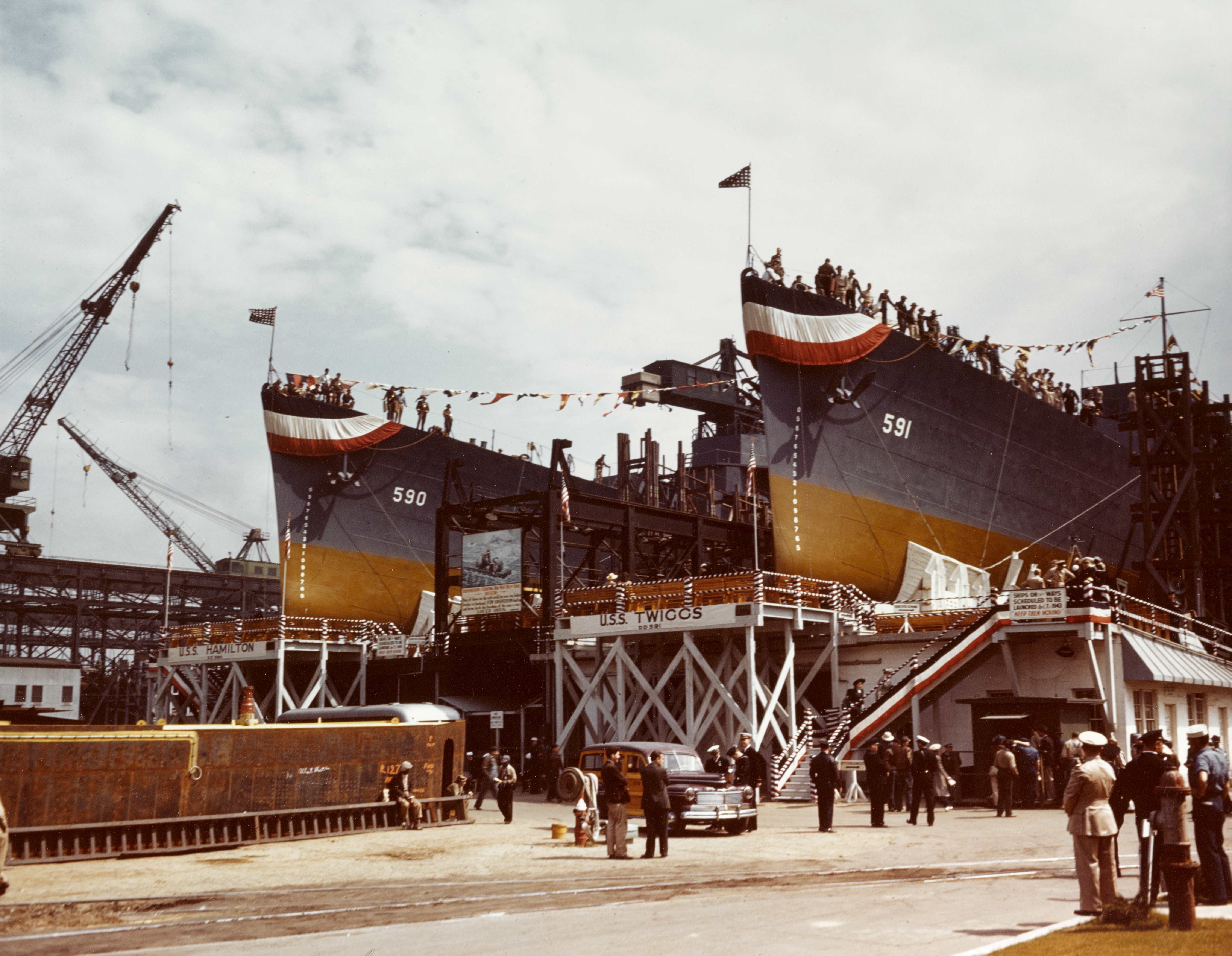
Paul Hamilton und Twiggs vor dem Stapellauf

### Bau
Um die große Anzahl an Zerstörern innerhalb kurzer Zeit fertigzustellen, wurden die Bauaufträge an elf Werften vergeben, darunter auch solche, die zuvor noch kein Schiff für die US-Marine gebaut hatten. Bethlehem Steel erhielt den Auftrag für 43 Schiffe und verteilte diese auf die Standorte San Francisco (18), Staten Island (15) und San Pedro (10). Mit 31 Schiffen erhielt Bath Iron Works in Bath, Maine den größten Auftrag als einzelne Werft. 29 Zerstörer wurden bei der Federal Shipbuilding and Drydock Company in Kearny, New Jersey gebaut, 21 bei Seattle-Tacoma Shipbuilding in Seattle, Washington. Im Boston Navy Yard wurden 14 Schiffe auf Kiel gelegt, bei Consolidated Steel Shipyards in Orange, Texas, zwölf, beim Charleston Navy Yard zehn, im Puget Sound Naval Shipyard acht und bei Gulf Shipbuilding in Chickasaw, Alabama, sieben Zerstörer gebaut.

Die Kiellegung der ersten Schiffe, Nicholas und O’Bannon, erfolgte am 3. März 1941 bei Bath Iron Works. Das Typschiff, die Fletcher, wurde am 2. Oktober 1941 bei Federal Shipyards in Kearny auf Kiel gelegt. Die Nicholas lief am 19. Februar 1942 als erstes Schiff vom Stapel, die Indienststellung erfolgte am 4. Juni 1942, dreieinhalb Wochen vor dem Typschiff der Klasse. Das letzte Schiff, die Rooks, lief am 6. Juni 1944 bei Seattle-Tacoma vom Stapel.

### Änderungen
Noch während des Baus der ersten Einheiten flossen bereits die ersten Erfahrungen aus dem Krieg in die Konstruktion ein. Es zeigte sich, dass die ursprünglichen runden Steuerhäuser der ersten Schiffe eine schlechte Rundumsicht boten. Sie wurden daher bei den späteren Schiffen durch einen die Vorderseite umgebenden Umlauf ergänzt, der die beiden Brückennocken miteinander verband. Nur wenige Einheiten wurden mit dem ursprünglich vorgesehenen 28-mm-Vierling und 12,7-mm-Maschinengewehren ausgerüstet, ersterer wurde durch eine 40-mm-Doppellafette ersetzt, zudem gehörten nun sechs 20-mm-Flugabwehrgeschütze zum Entwurf. Der Mangel an Aluminium während des Krieges machte es nötig, die oberen Aufbauten ebenfalls aus Stahl zu fertigen, was eine Gewichtserhöhung um 50 Tonnen mit sich brachte und die Topplastigkeit der Schiffe erhöhte. Um dem entgegenzuwirken, wurde die Feuerleitanlage um zwei Meter nach unten verlegt, außerdem wurde auf einen Großteil der Panzerung der Kommandobrücke verzichtet.

Dabei wurde ebenfalls die Brücke dahingehend modifiziert, dass der von Beginn an offene Umlauf ins Deckshaus integriert war. Der geschlossene Teil wurde weiter nach achtern versetzt und hatte nunmehr eine eckige Form. Mitte 1942 wurde deutlich, dass zur Koordination der Waffen und zur Verarbeitung der Informationen an Bord ein zentraler Lageraum notwendig war. Die Schiffe wurden daher mit einem Combat Information Center (CIC) nachgerüstet, das sich unterhalb der Kommandobrücke auf dem Niveau des Hauptdecks befand und in dem alle Informationen während des Gefechts zusammenliefen.

### Umbauten

#### Zweiter Weltkrieg
Schon 1940 gab es Planungen, sechs Zerstörer mit einer Bordfluganlage für ein Bordflugzeug auszurüsten, um auch kleineren Zerstörerverbänden Luftaufklärungskapazitäten zu geben. Bei fünf Schiffen (DD-476 bis DD-480) wurden während des Baus 1942/43 die notwendigen Änderungen vorgenommen, jedoch nach wenigen Monaten Ende 1943 wieder rückgängig gemacht. Gründe hierfür waren unter anderem, dass die Flugzeuge auf den kleinen Schiffen nicht mit ihrer vollen Waffenlast ausgerüstet werden konnten, aber es zeigte sich auch, dass das Konzept aufgrund der mittlerweile angewachsenen Trägerflotte und der vergrößerten Anzahl von Kreuzern und Schlachtschiffen, die Aufklärungsflugzeuge trugen, überflüssig geworden war. Dazu kam, dass eine weitere Ausrüstung der Zerstörer mit Flugabwehr aufgrund fehlender Platz- und Gewichtsreserven unmöglich war. Das sechste Schiff DD-481 wurde 1943 nicht mehr umgerüstet, sondern in der ursprünglichen Konfiguration fertiggestellt. Als Reaktion auf die verstärkten japanischen Angriffe mit Tokkotai-Fliegern (Kamikaze) wurde bei über 50 Schiffen der Fletcher-Klasse die Luftverteidigungsbewaffnung im Sommer 1945 drastisch verstärkt. Die Geschütze wurden zum Teil mit Radarsteuerungen ausgerüstet, viele 20-mm-Einzelgeschütze durch Doppellafetten ersetzt und die Torpedobewaffnung verringert.

#### Kalter Krieg
Mit dem Anwachsen der Spannungen zwischen den Vereinigten Staaten und der Sowjetunion und der sowjetischen Aufrüstung im Marinebereich wurde deutlich, dass die US-amerikanische Marine mehr U-Jagdschiffe benötigte. Aus diesem Grund wurden 1948 aus der Reserveflotte 18 eingemottete Fletcher-Zerstörer wieder reaktiviert und mit verstärkter U-Jagdbewaffnung ausgestattet. Zusätzlich zu den 18 U-Jagdzerstörern wurden zu Beginn des Koreakriegs über 60 weitere Fletchers aus der Reserveflotte geholt und für ihren neuen Einsatzzweck teilweise umgebaut. Bei 43 Schiffen wurde der mittlere Geschützturm entfernt, an seiner Stelle wurden zwei 76-mm-Doppellafetten installiert. Zusätzlich erhielten die Schiffe neue Feuerleitanlagen. Diese Schiffe wurden inoffiziell als La-Valette-Klasse bezeichnet. Die restlichen reaktivierten Schiffe behielten ihre Bewaffnung aus dem Zweiten Weltkrieg und wurden als Daly-Klasse bezeichnet.

#### FRAM II
Ursprünglich war 1957 beschlossen worden, alle 18 Schiffe, die bereits 1948 den U-Jagdumbau erhalten hatten, nach FRAM II umzubauen. 1958 begann der Umbau der Hazelwood, die als Testschiff für die Drone Anti-Submarine Helicopter dienen sollte. In der Folge wurden drei Zerstörer (Radford, Jenkins und Nicholas) in Pearl Harbor umgebaut und mit einem Startplatz sowie einem Hangar für die DASH-Drohnen ausgerüstet. 1961 wurden die Umbaupläne für die 15 übrigen DDEs gestrichen, so dass es bei drei Umbauten der Fletcher-Klasse blieb. Diese Schiffe wurden inoffiziell als Radford-Klasse bezeichnet. Die drei Zerstörer verließen auch als erste Schiffe des FRAM-II-Programms 1969 die US-Marine.

### Dienstzeit
Die Zerstörer der Fletcher-Klasse wurden zwischen 1942 und 1944 in Dienst gestellt. Nach dem Ende des Zweiten Weltkriegs wurden 145 der verbliebenen Zerstörer stillgelegt und der Reserveflotte zugeteilt. Zu Beginn des Koreakrieges wurden zusätzlich zu den 18 umgebauten U-Jagdzerstörern aus den Jahren 1948/49 über 60 weitere Zerstörer reaktiviert, 19 davon wurden nach Ende der Kampfhandlungen in Korea wieder ausgemustert. Die übrigen Zerstörer blieben bis Ende der 1960er Jahre, Anfang der 1970er Jahre in Dienst. Das letzte Schiff der Klasse, das bei der US-Marine außer Dienst gestellt wurde, war die Mullany, die am 6. Oktober 1971 stillgelegt und aus den Schiffsregistern gestrichen wurde.

Zwischen 1958 und 1960 wurden sechs Schiffe der Fletcher-Klasse (Anthony, Ringgold, Wadsworth, Claxton, Dyson und Charles Ausburne) als Waffenhilfe an die damals noch im Aufbau befindliche Bundesmarine übergeben, wo sie als Klasse 119 (Schiffsnamen: Zerstörer 1 bis Zerstörer 6) bis in die 1980er Jahre im Einsatz waren. Ursprünglich als Artillerieunterstützer für amphibische Landungen gedacht, wurden sie später zumeist als U-Jagdschiffe in den NATO-Verbänden im Nordatlantik sowie zur Sicherung der Ostseezugänge eingesetzt. Die Schiffe wurden durch die Fregatten der Bremen-Klasse ersetzt. Zerstörer 1 wurde 1979 vor Kreta während einer Übung versenkt, Zerstörer 6 wurde 1968 verschrottet. Zwei der Zerstörer (Zerstörer 2 und Zerstörer 3) wurden im Anschluss an ihren Einsatz in der Bundesmarine noch einige Jahre lang von Griechenland eingesetzt, die beiden anderen (Zerstörer 4 und Zerstörer 5) wurden als Ersatzteillager von der griechischen Marine ausgeschlachtet.

45 weitere Zerstörer wurden Ende der 1950er Jahre an andere Verbündete der Vereinigten Staaten verkauft oder verpachtet. Brasilien erhielt acht Schiffe, an die Marinen von Argentinien, Griechenland, Spanien und der Türkei wurden jeweils fünf Schiffe übergeben. Vier Schiffe der Fletcher-Klasse gingen an Taiwan, jeweils drei an Peru, Italien und Südkorea. Japan erhielt zwei ehemalige US-Zerstörer, zusätzlich wurden zwei weitere Schiffe 1958 neu gebaut. Mexiko und Chile erwarben ebenfalls zwei Schiffe, ein Zerstörer ging an Kolumbien.

### Verbleib
Schiffe, die nicht an andere Marinen abgegeben wurden, wurden entweder zwischen 1968 und 1976 verschrottet oder dienten als Zielschiffe für Waffentests.
Vier Schiffe der Fletcher-Klasse sind als Museumsschiffe erhalten geblieben, drei in den Vereinigten Staaten, eines in Griechenland
- Cassin Young (DD-793), in Boston, Massachusetts
- The Sullivans (DD-537), in Buffalo, New York
- Kidd (DD-661), in Baton Rouge, Louisiana
- Velos (D16) ex. Charrette (DD-581) im Schiffsmuseum Trokadero Marina in Griechenland

Die 2002 bei der mexikanischen Marine ausgemusterte John Rodgers sollte seit Ende 2006 von der Beauchamp Tower Corporation in Lázaro Cárdenas für die Verlegung nach Mobile, Alabama vorbereitet werden, wo sie als Museumsschiff dienen soll, die Verlegung scheiterte aber an finanziellen und bürokratischen Hürden. 2008 kündigten die mexikanischen Behörden an, das Schiff zu beschlagnahmen und zu verschrotten, um die mittlerweile angefallenen Liegegebühren und sonstigen Kosten in Höhe von einer Million US-Dollar einzutreiben. Anschließend wurde das Schiff 2010 und 2011 demontiert und verschrottet.
Siehe auch: Liste der Einheiten der Fletcher-Klasse

## Fotodetails
Oben zu sehen: Die Fletcher im Jahre 1942 kurz nach Indienststellung, unten dasselbe Schiff 1964, hier mit Teilen der Mannschaft an der Reling. Oben zu erkennen die fünf Geschütztürme, die Torpedorohrgruppen sowie die ursprüngliche SC-Radaranlage über der Brücke. Am Bug ist die kleine Kennnummer zu sehen, der Rumpf ist im Tarnmuster Schema 12 splotch gestrichen.

1964 sind drei der fünf Geschütze entfernt, ebenso die ursprünglichen Torpedorohre. Anstelle des zweiten vorderen Geschützes befindet sich ein U-Jagdraketenwerfer Mark 108 Alfa, zwei der hinteren Geschütze wurden durch Flugabwehrkanonen ersetzt. Der hintere Schornstein trägt nun ebenfalls einen Mast, auf dem vorderen Mast befinden sich neuere Radaranlagen. Am Bug prangt nun eine große Kennnummer, das Schiff ist einheitlich grau gestrichen

## Schematische Darstellung

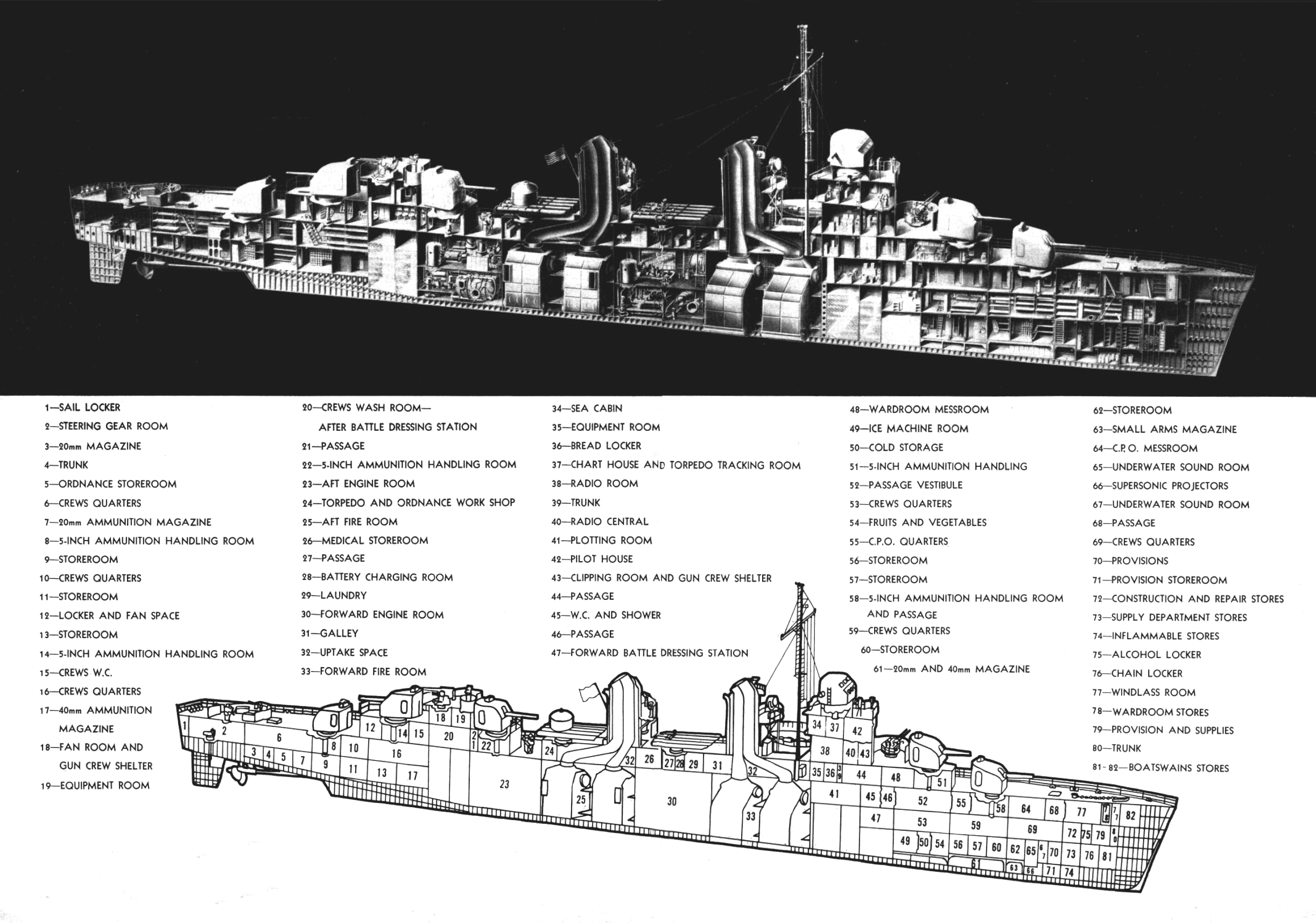
Risszeichnung

| Schematische Darstellung |                                                          |      |                             |
|                          |                                                          |      |                             |
| 40:                      | 40-mm-Flugabwehrgeschütz                                 | A:   | Vorpiek                     |
| B:                       | Treibstoffbunker (vorm. Schweröl / später Diesel (F 75)) | CR:  | Coderaum                    |
| DG:                      | Längsgang / Quergang                                     | FL:  | Feuerleitung                |
| FR:                      | Funkraum                                                 | GE:  | 5"/38-Geschütz (#1–5)       |
| K&N:                     | Funkraum & Navigation                                    | KO:  | Kombüse                     |
| KOMZ:                    | Operationszentrale (OPZ)                                 | KR:  | Kesselraum / Kraftwerk      |
| KÜ:                      | Kühllast / TK Last                                       | L:   | Last                        |
| M:                       | ET Last                                                  | MAR: | Turbinenraum                |
| MQ:                      | Mannschaftdeck                                           | MR:  | Munitionskammer (Munkammer) |
| MES:                     | Messe                                                    | OQ:  | Offizierkammern             |
| OM:                      | Offiziermesse                                            | RA:  | Rudermaschine               |
| SH:                      | Steuerstand / Brücke                                     | SON: | Sonaranlage                 |
| SR:                      | Sonarraum                                                | SZ:  | Schiffszimmermann           |
| T:                       | Torpedorohre                                             | UOM: | Unteroffiziermesse          |
| W:                       | Wäscherei                                                | WR:  | Waschraum                   |

## Technik

### Schiffsmaße
Die Schiffe der Fletcher-Klasse hatten eine Gesamtlänge von 114,7 m und eine Kielwasserlinie von 112 m. Die Breite betrug 11,82 m und der Tiefgang 5,40 m. Die Verdrängung lag bei 2.276 tn.l.
Die Schiffe verfügten über ein durchgehendes Hauptdeck, die Decksaufbauten nahmen etwa die mittlere Hälfte der Schiffslänge ein. Höchster Punkt an Bord war die Feuerleitstelle für die 127-mm-Geschütze, die sich oberhalb der Kommandobrücke befand. Hinter den Brückenaufbauten befanden sich ein Mast mit Radaranlagen und die beiden Schornsteine. Der hintere Decksaufbau trug zu Beginn der Einsatzzeit zwei starke Suchscheinwerfer, diese wurden später aus Gewichtsgründen entfernt, und beherbergte den Notsteuerplatz für den Fall eines Verlusts der Kommandobrücke. Die Schiffe verfügten über keine große zusätzliche Panzerung, lediglich im Bereich des Maschinenraums und des Steuerhauses wurde eine 1,2 cm dicke Zusatzpanzerung aus gehärtetem Stahl angebracht, die vor schwerem Maschinengewehrfeuer und Bombensplittern schützen sollte, die Schiffsseiten wurden über den lebenswichtigen Bereichen durch 19-mm-Panzerstahl geschützt.

### Antrieb
Der Antrieb der Schiffe erfolgte durch zwei Dampfturbinen von General Electric, die ihre Leistung an zwei Wellen mit je einem Propeller abgaben. Der für die Turbinen benötigte Dampf wurde in vier Babcock & Wilcox-Wasserrohrkesseln mit einem Arbeitsdruck von 42 bar und einer Temperatur von 454 Grad Celsius erzeugt. Die Turbinen waren in zwei Zweiergruppen mittschiffs angeordnet. Die Gesamtleistung der Turbinen betrug 60.000 Shp (44.130 kW), die Höchstgeschwindigkeit lag bei 35 Knoten. Mit einem Treibstoffvorrat von 492 tn.l. Schweröl hatten die Schiffe bei einer Marschgeschwindigkeit von 12 Knoten (22,2 km/h) eine maximale Reichweite von 4.800 Seemeilen (8.889 Kilometer). Die Schiffe verfügten über ein elektrisch angesteuertes Einzelruder. Im Notfall konnte das Ruder auch von Hand aus dem Ruderraum betätigt werden.

### Bewaffnung

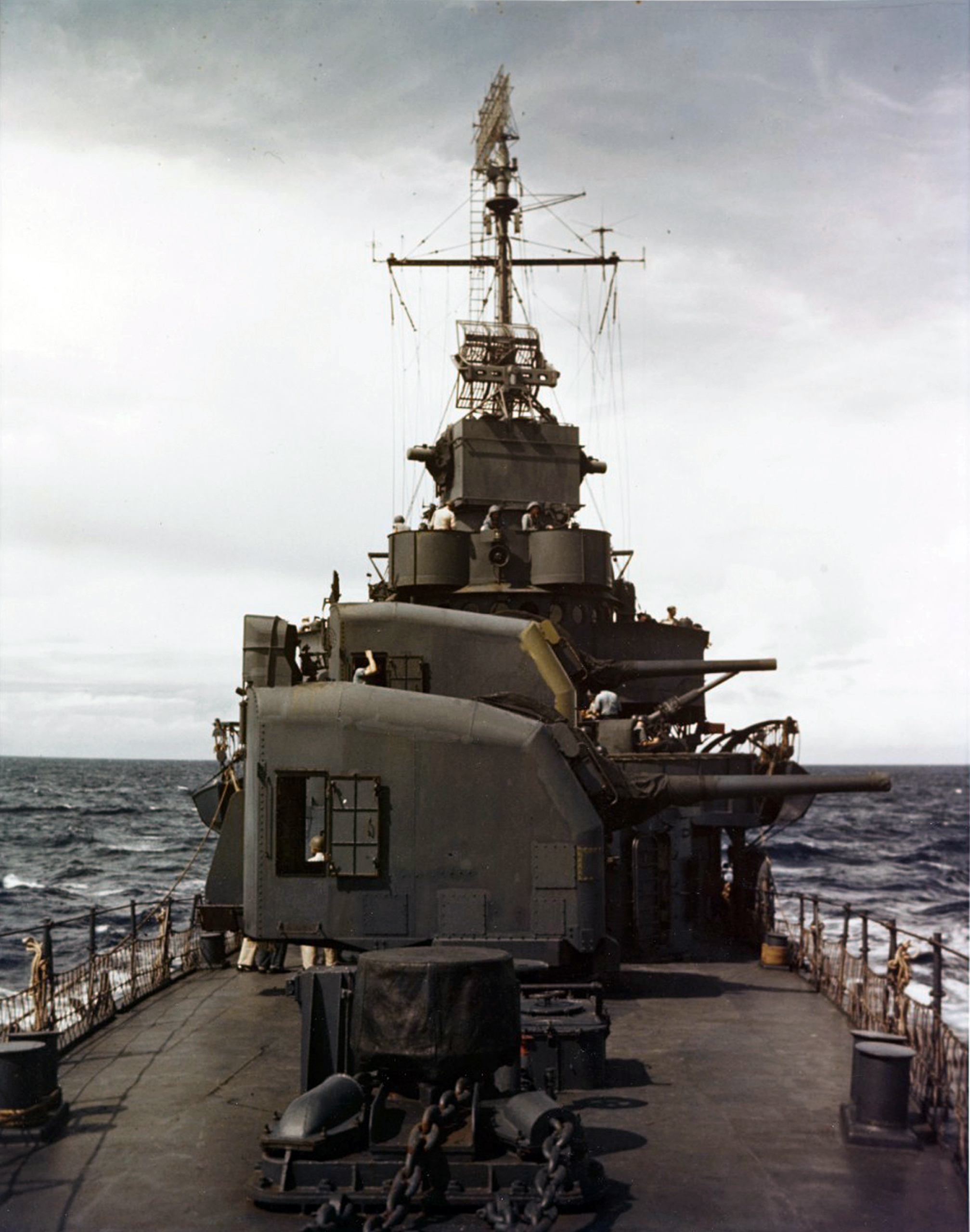
Die vorderen Geschütztürme der Halford

#### Hauptbewaffnung
Die Hauptbewaffnung bestand aus fünf 127-mm-Geschützen in fünf Einzelgeschütztürmen; zwei vor und drei hinter den Aufbauten. Die Geschütze waren auf Mk-30-Lafetten mit einem Gewicht von 18 tn.l. gelagert. Die Geschützrohre waren 5,68 m lang und wogen 1,8 Tonnen. Der Höhenrichtbereich betrug maximal 85°, womit die Geschütze bei einer Mündungsgeschwindigkeit von 792 m/s eine Reichweite von 11.340 m besaßen. Der Schwenkbereich war von der Geschützposition abhängig und betrug zwischen 284 und 330°. Die Drehgeschwindigkeit lag bei 34° und die Erhöhungsgeschwindigkeit bei 18° pro Sekunde. Der Antrieb erfolgte durch einen 7,4-kW-Motor.

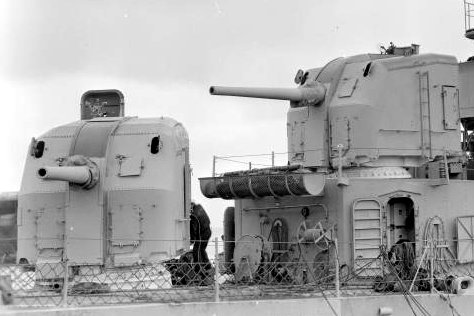
5-Zoll-Geschütztürme

Zur Bedienung befanden sich neun Besatzungsmitglieder in jedem Turm, vier weitere im Munitionsraum unter dem Geschütz, wohin die Granaten mittels eines Aufzugs aus dem Magazin im Schiffsrumpf befördert wurden. Das Geschütz musste von Hand geladen werden. Dies konnte aber bei jedem Winkel geschehen, was die Feuergeschwindigkeit erhöhte. Die Kadenz lag normalerweise bei 15 bis 20 Schuss pro Minute, gut eingespielte Mannschaften erreichten bis zu 30 Schuss pro Minute. Verschossen wurden entweder Mark.49-Splittergranaten zur Flugabwehr oder panzerbrechende Mark-46-Granaten. Bei einer Entfernung von zehn Kilometern konnten die 24,5 kg schweren panzerbrechenden Granaten, bis zu 51 mm Rumpfpanzerung durchschlagen. Die 25 kg schweren Flugabwehrgranaten hatten bei einer Mündungsgeschwindigkeit von 762 m/s eine Gipfelhöhe von fast zwölf Kilometern. Nach dem Feuern lief das Rohr um bis zu 38 cm zurück, bevor es hydraulisch gedämpft wurde.

#### Luftverteidigungsbewaffnung

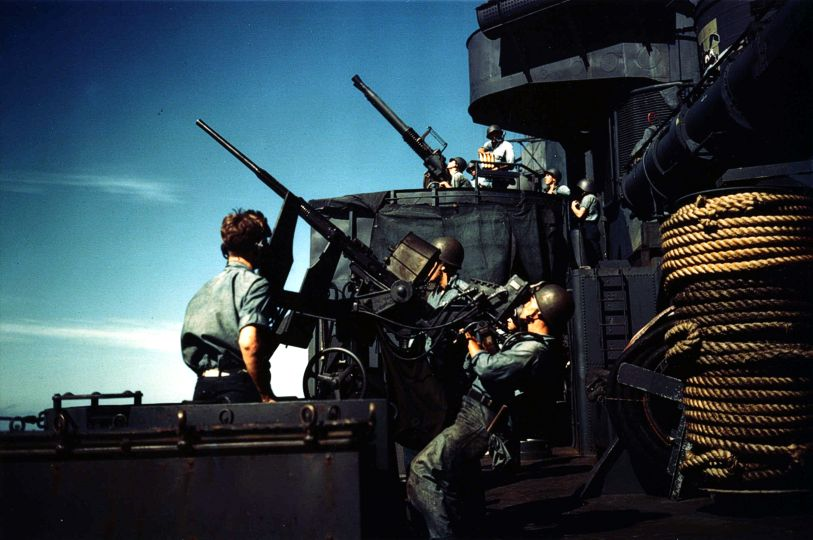
Teile der Luftverteidigungsbewaffnung auf der Halford

Die Flugabwehrbewaffnung wurde im Laufe des Krieges immer mehr verstärkt, ursprünglich bestand sie aus einem 28-mm-Vierling und sechs 20-mm-Oerlikon-Maschinenkanonen. Die 28-mm-Geschütze erreichten eine Kadenz von rund 100 Schuss pro Minute, die maximale Reichweite betrug etwa vier Seemeilen. Die Vierfachlafette war um 360° drehbar und um bis zu 110° nach oben und 15° nach unten schwenkbar. Die 20-mm-Kanonen verschossen zwischen 250 und 320 Schuss pro Minute, die Reichweite lag bei etwa zwei Seemeilen. Die Gipfelhöhe betrug knapp 3000 m. Die Zahl der 20-mm-Kanonen wurde im Laufe des Krieges auf bis zu zwölf pro Schiff erhöht, zum Teil wurden die älteren Einzellafetten durch Doppellafetten ersetzt, was die Feuerkraft noch einmal erhöhte.Der 28-mm-Vierling wurde bald durch einen 40-mm-Zwilling ersetzt, dazu kamen weitere Zwillinge, zum Teil waren sie halbautomatisch radargesteuert. Die Kadenz der 40-mm-Kanonen betrug bis zu 160 Schuss pro Minute, die maximale Reichweite lag bei vier Kilometern. Die maximal erreichbare Höhe der 0,9 kg schweren Explosivgranaten betrug 6797 Meter. 1945 befanden sich auf einigen Zerstörern zwei 40-mm-Vierlinge und drei Zwillinge, was den Schiffen mit insgesamt 14 40-mm-Geschützen eine große Flugabwehrkapazität gab. Während des Kalten Kriegs wurden die im aktiven Dienst verbliebenen Einheiten mit drei 76,2-mm-Zwillingsgeschützen ausgerüstet, welche die 40-mm-Bofors-Kanonen und teilweise den Turm 53 ersetzten. Die 76,2-mm-Kanonen hatten eine Kadenz zwischen 45 und 50 Schuss pro Minute. Die 5,9 kg schweren Explosivgranaten hatten eine Reichweite von über sieben Seemeilen, die maximale Schusshöhe lag bei über 9000 Metern. Die Feuerleitung erfolgte über ein Mark-56-Radar.

#### Torpedorohre

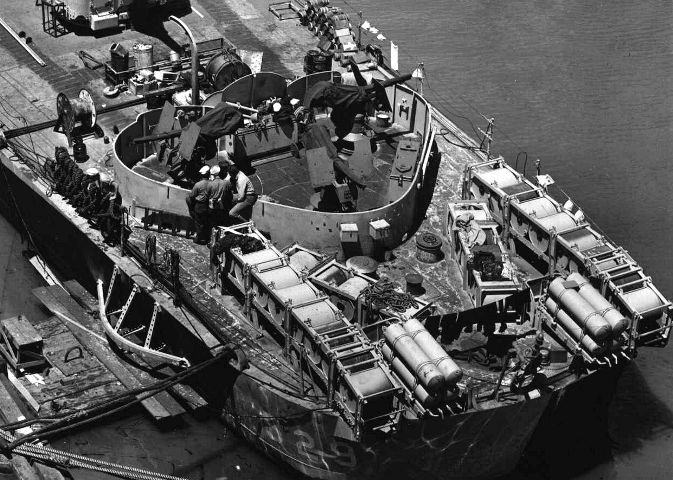
Heck der Bush, zu sehen sind Teile der Luftverteidigungsbewaffnung, die Ablaufgestelle für die Wasserbomben sowie die Nebelgeneratoren

Zum Einsatz gegen Schiffe befanden sich zehn 21-Zoll-(533-mm-)Torpedorohre in zwei drehbaren Fünfergruppen auf den Aufbauten mittschiffs. Die Torpedorohre konnten mittels eines Krans, der am vorderen Schornstein angebracht war, nachgeladen werden. Die Torpedos wogen 1.004 kg und besaßen einen 353-kg-Sprengkopf mit Aufschlagzünder. Die Reichweite betrug etwa 7,5 Seemeilen, die maximale Geschwindigkeit der Torpedos lag bei 45 Knoten. Kurs, Tiefe und Geschwindigkeit wurden vor dem Abschuss der Waffe eingestellt.Der vordere Rohrsatz wurde 1945 bei 50 Schiffen zugunsten stärkerer, radargesteuerter Luftverteidigungsbewaffnung entfernt.

#### U-Jagdbewaffnung
Auf dem Heck befanden sich zur U-Jagd sechs Wasserbombenwerfer für 300-lb-(136-kg)-Bomben mit insgesamt 30 Wasserbomben sowie zwei Ablaufschienen für bis zu 26 600-lb-(272-kg)-Wasserbomben. Die ursprünglich verwendeten, tonnenförmigen Mark 7 „ash can“ (Ascheneimer)-Ladungen wurden ab 1943 durch stromlinienförmige Mark 9 „tear drop“ (Tränen) ersetzt, die schneller sanken und durch ihre Stabilisierungsflossen besser kontrollierbar waren.
Mit der U-Jagd-Umrüstung 1948 erhielten 18 Zerstörer einen schweren Mark-15-Hedgehog-Werfer sowie vier Mark-24-U-Jagdtorpedorohre in den achteren Aufbauten. Wenig später wurden dann acht dieser DDEs mit einem Mark-108-U-Jagdraketenwerfer (Weapon Alfa), der pro Minute zwölf Wasserbomben zwischen 700 und 900 m weit befördern konnte, vor der Brücke ausgerüstet. Ab 1958 erhielten die U-Jagdzerstörer dann zusätzlich je zwei kurze Mark-32-Drillingstorpedorohre auf jeder Seite der Aufbauten.

#### Defensivmaßnahmen
Um sich und verbündete Schiffsverbände vor optischer Erfassung zu verbergen, verfügten die Zerstörer über zwei Möglichkeiten, Rauch- und Nebelwände zu legen. Durch Einspritzung des Treibstoffs (Schweröl) in die Schornsteine wurde dichter, schwarzer Rauch erzeugt. Am Heck der Zerstörer befanden sich zudem Tanks, in denen sich Schwefeltrioxid und Chlorsulfonsäure befand. Diese Komponenten wurden gemischt und versprüht, was einen dichten weißen Nebelvorhang hinter dem Schiff erzeugte. Während der Schlacht vor Samar wurde diese Taktik erfolgreich von Taffy 3, einem Zerstörerverband, angewendet.

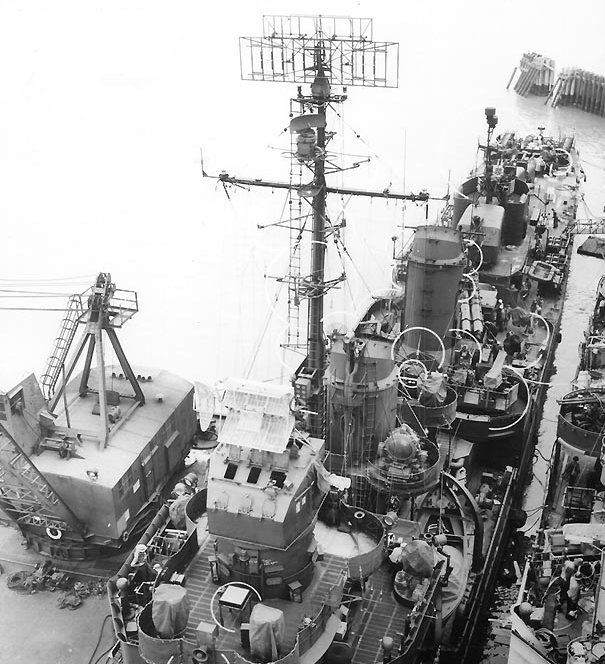
Brücke und Mast der Young. Über der Brücke die Mk.-37-Feuerleitanlage, hier schon mit Mk.-12/22-Antennen. Am Mast das SC-4-Luftradar mit IFF-Balken, darunter die Antenne des SG-Oberflächenradars

### Aufklärung und Feuerleitung
Hauptradar der Zerstörer war das SC-Radar von General Electric in verschiedenen Versionen, dessen rechteckige, etwa 4,6 Meter × 1,4 Meter große Antenne sich an der Mastspitze befand. Das Radar konnte Flugzeuge auf eine Entfernung bis zu 30 Seemeilen orten, spätere Versionen besaßen eine doppelt so große Reichweite. Die Ortungsreichweite bei Schiffen lag je nach Größe des Ziels zwischen 5 und 20 Seemeilen. Im Laufe des Kriegs wurden die Schiffe dann zusätzlich mit einer Anlage zur Freund-Feind-Erkennung ausgerüstet, deren Antenne sich an der Radarantenne befand. Zur Ortung von Oberflächenzielen verfügten die Schiffe über ein SG-Radar von Raytheon mit einer Reichweite von bis zu 22 Seemeilen, das auch eingeschränkt zur Ortung von Flugzeugen eingesetzt werden konnte.

Die Antenne befand sich etwas unterhalb der Mastspitze. Nach dem Krieg wurden diese Anlagen durch das SPS-6-Radar ersetzt, das eine Erfassungsreichweite von bis zu 140 Seemeilen besaß. Die Antenne war 5,5 Meter × 1,5 Meter groß, wog etwa 400 kg und hatte eine Leistung von 500 kW. Einige Schiffe erhielten auch das SPS-29-Radar mit 270 Seemeilen Reichweite. Als Feuerleitanlage für die 5"-Geschütze wurde auf den Schiffen ein Mark-37-System verwendet, das sich oberhalb der Brücke befand. Es bestand aus dem drehbaren Aufbau, der die optischen Erfassungsanlagen sowie das Mark-4-Feuerleitradar trug sowie dem darunter liegenden Teil, der die elektromechanischen Mark-1-Feuerleitrechner beherbergte. Die gesamte Anlage war mit 18,1 Tonnen Gewicht nur unwesentlich leichter als ein 5-Zoll-Geschützturm. Zur Bedienung waren zwölf Besatzungsmitglieder nötig. Luftziele konnten im Horizontalflug bis zu Geschwindigkeiten von 400 Knoten verfolgt werden, im Sturzflug bis zu 250 Knoten.
Die quadratische, 1,8 Meter × 1,8 Meter messende Mark-4-Antenne wurde später durch eine etwas kleinere Mark-12/22-Doppelantenne ersetzt, die eine verbesserte Verfolgung von Luftzielen ermöglichte. Die 40-mm-Geschütze wurden im Laufe des Krieges zum Teil mit Mark-63-Blindfeuerleitgeräten ausgestattet, die Anlage wurde ebenfalls bei den 76,2-mm-Geschützen verwendet. Zur Ortung von Unterwasserzielen waren die Fletchers mit einer Sonaranlage ausgestattet, deren Ortungs- und Peilanlagen sich im vorderen Rumpfbereich befanden. Das Sonar konnte sowohl aktiv als auch passiv betrieben werden. Die drei nach FRAM II umgebauten Zerstörer erhielten außerdem ein SQA-10-Schleppsonar.

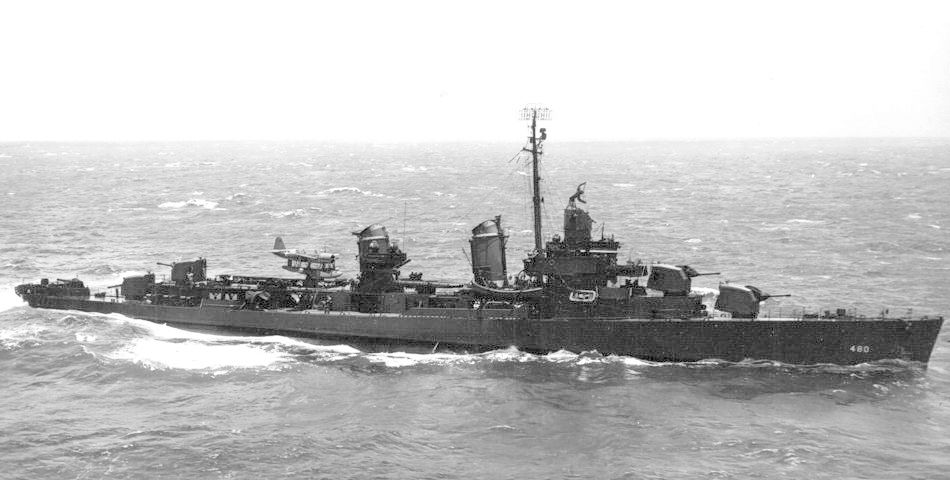
Halford mit Aufklärungsflugzeug auf dem Katapult

### Flugzeuge
Für die Aufnahme der Bordfluganlage und des Aufklärungsflugzeuges musste bei den fünf umgerüsteten Zerstörern das mittlere Geschütz (53), der achtere Torpedorohrsatz sowie das Deckhaus zwischen den Geschütztürmen 53 und 54 entfernt werden. Anstelle der Aufbauten wurde ein Mark-VI-Flugzeugkatapult aufgestellt, mit dem die Vought Kingfisher gestartet wurde. Zur Bergung des Flugzeugs wurde am achteren Schornstein auf der Backbordseite ein Mast mit einem Ausleger installiert, der als Flugzeugkran diente. Zusätzlich wurden Tanks für 435 Liter Flugbenzin und 35 Liter Schmieröl an Bord untergebracht. Die 40-mm-Flugabwehrkanone, die sich ursprünglich auf dem Deckhaus befand, wurde mitsamt dem Feuerleitradar auf das Achterschiff verlegt.

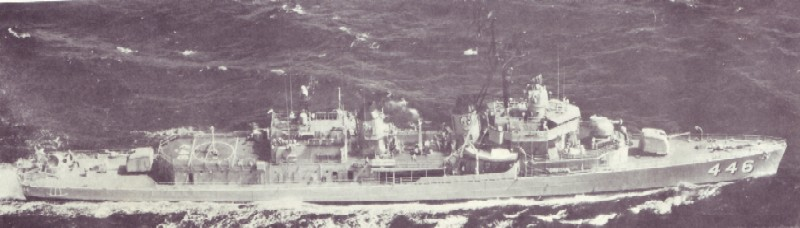
Radford nach dem FRAM II-Umbau

### Drohnen
Um Platz für den Hangar und die Landefläche zu schaffen, wurde das achtere Deckhaus entfernt, ebenso die Geschütze 53 und 54. An ihrer Stelle wurde ein Hangar für zwei QH-50-Drohnen mit Wartungs- und Betankungseinrichtungen gebaut, an den sich die Landefläche anschloss. Die Drohnen wurden von Bord des Schiffes ferngesteuert und trugen zwei Mark-44-Torpedos. Wegen schwerer Probleme mit der Steuerung und der Zuverlässigkeit wurde das Programm aber schnell wieder aufgegeben.

## Besatzung
Die Besatzung eines Zerstörers der Fletcher-Klasse bestand 1942 aus 273 Mann, darunter neun Offiziere. Kommandant war ein Offizier im Dienstgrad Lieutenant Commander oder Commander. Die Verstärkung der Luftverteidigungsbewaffnung und der Einbau der Kommandozentrale an Bord erhöhte die Zahl der Besatzungsmitglieder auf 329. Die Besatzung war in vier Schiffsdivisionen aufgeteilt.
1. Schiffsdivision: seemännisches Deckspersonal
2. Schiffsdivision: Geschütz-, Waffenpersonal
3. Schiffsdivision: Elektrik, Maschinenpersonal
4. Schiffsdivision: Schiffspersonal (z. B. Funker, Plotter, Waffenleitung über Radar), Versorgung, Küche, Personalbüro, Stewards
Der größte Teil der Besatzung war für die Bedienung der Bewaffnung zuständig, in der Kommandozentrale waren etwa ein Dutzend Besatzungsmitglieder eingesetzt; die Aufsicht dort hatte der Erste Offizier. Für die Versorgung der Besatzung war die Kombüse zuständig; an Bord gab es auch eine Wäscherei, die meist einmal wöchentlich wusch.

## Einsatzprofil

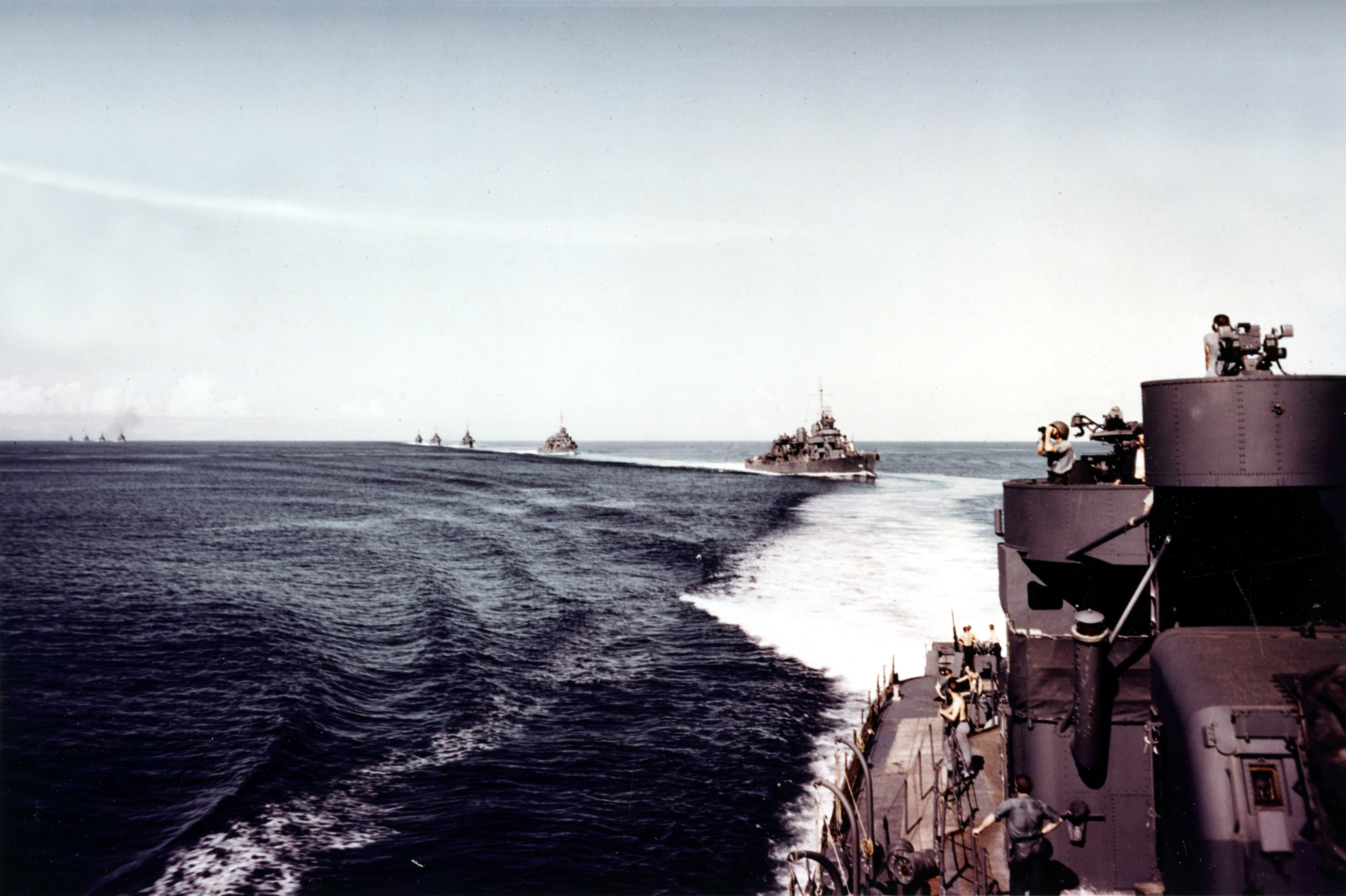
Zerstörergeschwader 21 unterwegs im Pazifik, 1943

### Zweiter Weltkrieg
Obwohl die meisten Schiffe der Klasse an der Ostküste der Vereinigten Staaten gebaut wurden, kamen alle Zerstörer auf dem pazifischen Kriegsschauplatz zum Einsatz. Ihre Hauptaufgabe war die Begleitung und der Schutz anderer Schiffe. Mit ihrer umfangreichen Sonar- und U-Jagdausrüstung stellten sie die U-Bootabwehr in größeren Schiffsverbänden, aber auch die Verteidigung gegen feindliche Schiffe wurde von den Fletchers übernommen. Mit der Verstärkung der japanischen Luftangriffe und der Einrichtung des Combat Information Centers an Bord wurden die Schiffe auch vermehrt als Radar- und Flugabwehrvorposten von Trägerkampfgruppen und schweren Einsatzverbänden eingesetzt. In dieser Position fungierten die Schiffe dann auch als Jägerleitstellen für die amerikanischen Marineflieger gegen angreifende japanische Flugzeuge.

Zum Teil waren die Zerstörer aber auch in kleineren Einsatzverbänden ohne die Begleitung von Trägern und Schlachtschiffen unterwegs. Diese Zerstörer- oder Kreuzergeschwader operierten zu Beginn des Krieges meist eigenständig, im Verlaufe des Krieges wurden sie zumeist größeren Kampfverbänden unterstellt. Aufgrund ihrer starken Artilleriebewaffnung wurden die Fletchers auch oft zur Vorbereitung und Unterstützung amphibischer Landungsoperationen eingesetzt, sie lieferten auch oft Artillerieunterstützung für bereits gelandete Einheiten.

### Kalter Krieg
Die 18 zu U-Jagdzerstörern umgebauten Schiffe wurden ab 1949 zusammen mit den U-Jagdflugzeugträgern (CVS) der Navy in U-Jagdkampfgruppen, so genannten „Hunter-Killer-Groups“ eingesetzt. Ihr Haupteinsatzziel war das Aufspüren und Jagen der sowjetischen Atom-U-Boote mit Interkontinentalraketen. Die Schiffe der La-Valette- und Daly-Unterklassen wurden während des Koreakriegs und zum Teil noch während des Vietnamkriegs als Luftverteidigungsschiffe in Flugzeugträgerverbänden, aber zumeist für Küstenbeschießungen eingesetzt, da die Flugabwehrgeschütze gegen die immer schneller werdenden Jet-Flugzeuge nur unzureichend eingesetzt werden konnten.

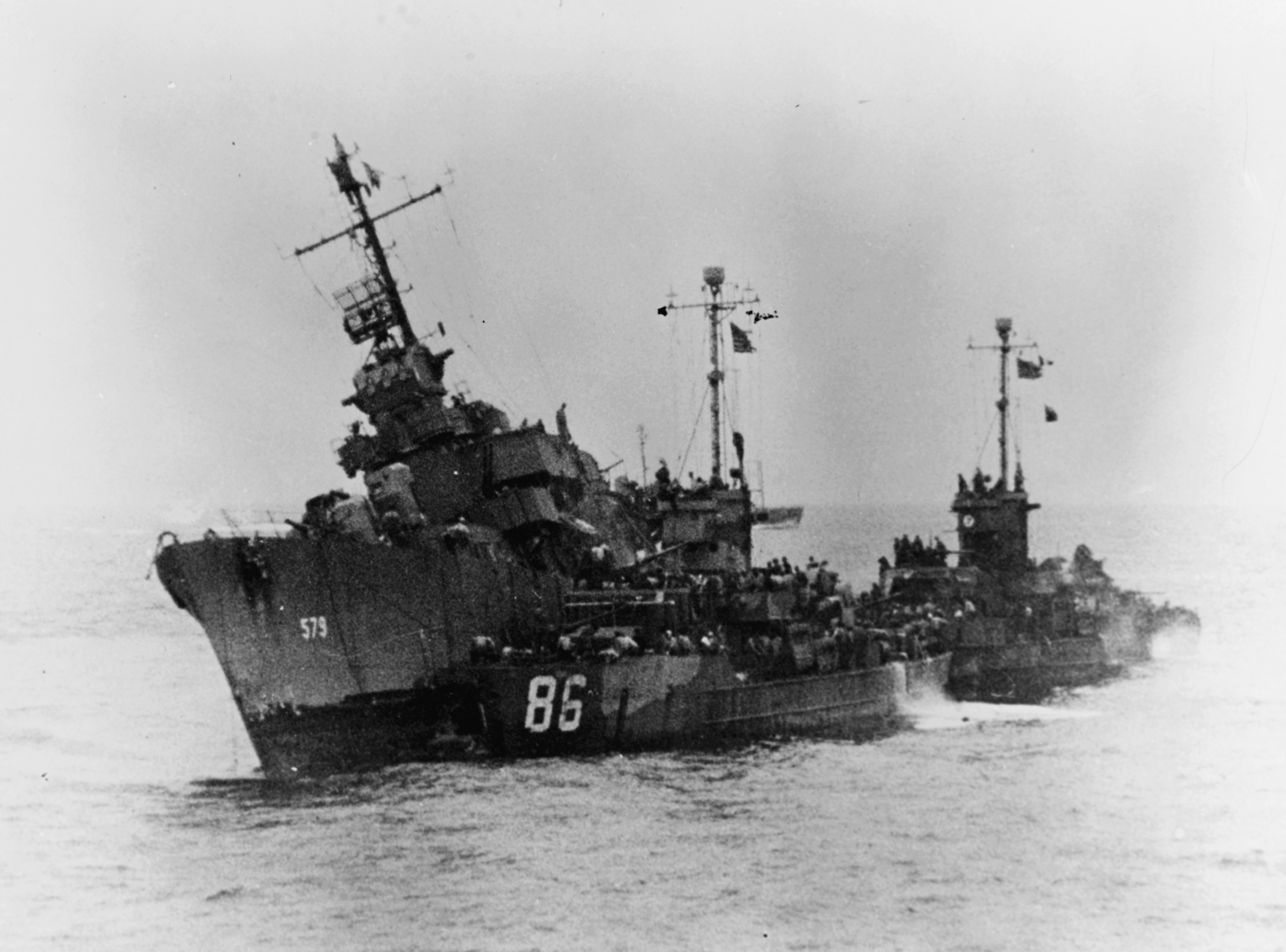
Die William D. Porter mit Schlagseite nach einem Kamikaze-Nahtreffer

### Beschädigungen und Verluste
Die Verluste unter den Fletchers während des Zweiten Weltkriegs waren relativ hoch; etwa 10 % der Schiffe wurden versenkt, nahezu die Hälfte wurde zum Teil schwer beschädigt. Der erste Zerstörer der Klasse, der verlorenging, war die De Haven, die am 1. Februar 1943, nicht ganz ein halbes Jahr nach ihrer Indienststellung, vor Savo Island nach mehreren Bombentreffern sank. Während der letzten Kriegsmonate waren die Verluste besonders hoch, zwischen April und Juli 1945 wurden elf Zerstörer durch Feindeinwirkung, zumeist Kamikazeflugzeuge, versenkt, die meisten davon während der Schlacht um Okinawa. Insgesamt gingen während des gesamten Krieges 18 Zerstörer durch Feindeinwirkung verloren. Die Spence kenterte am 18. Dezember 1944 in einem schweren Taifun und sank. Viele Zerstörer wurden im Verlauf des Krieges durch Bomben und Kamikazeangriffe beschädigt, sechs davon so schwer, dass sie vorzeitig außer Dienst gestellt und verschrottet wurden. Nach dem Zweiten Weltkrieg wurden drei weitere Zerstörer bei Unfällen schwer beschädigt und ausgemustert.